# Ali Abdullah Saleh
Ali Abdullah Saleh (Bait al-Ahmar, 21 de março de 1942 — Saná, 4 de dezembro de 2017) foi um político da República do Iémen.
Foi presidente da República Árabe do Iémen (Iémen do Norte), de 1978 a 1990 e do Iémen unificado, de 1990 a 2012.  Em 1990, quando da unificação do país (que se tornou a atual República do Iémen), Saleh foi eleito presidente da nova republica, com 77,2% dos votos, e manteve-se no cargo até a eclosão da onda de protestos, durante a chamada Primavera Árabe.

## Protestos no Iémen em 2011
Em 23 de abril de 2011, cerca de quatro meses após o ínício dos protestos no pais, o presidente Abdullah Saleh concordou em deixar o poder, após 32 anos no cargo. Saleh aceitou o plano de transição elaborado por países da região do Golfo Pérsico, de maneira a encontrar uma saída pacífica para a crise política. O presidente entregou o cargo em 30 dias e nomeou um integrante da oposição para liderar um governo interino, até a realização de novas eleições presidenciais, programadas para o final de 2011. Pelo acordo estabelecido, Saleh, sua família e seus principais assessores recebem imunidade e não poderão ser processados. O acordo deveria ter sido assinado no dia 30 de abril de 2011, mas Abdullah Saleh não quis assinar na posição de presidente. Conforme a oposição, Abdullah Saleh alterou o acordo, para ele assinar como líder partidário e não como presidente. Saleh foi o único ditador de um país árabe que não foi condenado á prisão perpétua após a sua renúncia, mas fugiu do país.

## Morte
No dia 4 de dezembro de 2017, após um longo desentendimento entre os Houthis e militantes leais ao antigo governo de Saleh causado por um acordo que Saleh teria feito com a Arábia Saudita, membros dos Houthis atacaram o local onde Saleh morava em Sanaa, capital do Iêmen, e o mataram a tiros. Pouco depois, os Houthis divulgaram um vídeo no qual o cadáver de Saleh aparecia perfurado por tiros e ensanguentado. Em nota, os houthis afirmaram que foi "a aliança de Saleh com os Emirados Árabes Unidos e com a Arábia Saudita que levaram ao humilhante destino que a vida de Saleh teve".